# Radu III. Čedni
Radu III. Čedni (romunsko Radu cel Frumos, turško Radu Bey) je bil mlajši brat Vlada III. Drakule in od leta 1462 do 1475 z nekaj prekinitvami vojvoda (knez)  Vlaške, * 1437 ali 1439, † 1475.
Bil je eden od sinov Vlada II. Drakula in njegove žene, kneginje Cneajne Moldavske. Razen brata Vlada III. je še starejša brata Mirceo II. in Vlada Meniha, oba nekaj časa vladarja Vlaške.

## Življenje v Osmanskem cesarstvu
Leta 1436 je na vlaški prestol prišel Vlad II. Drakul, katerega so leta 1442 rivalski bojarji s podporo Ogrskega kraljestva odstavili. Vlad se je s pomočjo Osmanskega cesarstva že naslednje leto  vrnil na vlaški prestol, vendar je moral v zameno plačevati letni davek in v Odrinu za talca in garanta za zvestobo pustiti svoja sinova Vlada III. in Raduja. 
Fanta sta bila na začetku v različnih garnizijah v Odrinu. Radu je postal dober prijatelj in izbranec sultanovega sina in kasnejšega sultana  Mehmeda II.. Po pisanju v latinskem prevodu Bizantinskih letopisov je bil tudi sultanov ljubimec. Zaradi lepega videza in morda intimnih odnosov s sultanom je dobil vzdevek cel frumos – čedni ali lepi. Vlad je verjetno razvil odpor do Raduja in Mehmeda II.
Oba brata sta se kasneje učila logike, Korana ter turškega in perzijskega jezika in književnosti.
Po umoru Vlada II. leta 1448 so Vlada III. osvobodili, da je na vlaškem prestolu zamenjal svojega očeta. Radu se je spreobrnil v  islam in dobil dovoljenje za življenje na sultanovem dvoru. Leta 1453  se je udeležil obleganja Konstantinopla, v katerem je mesto dokončno padlo. Po osvojitvi mesta je dobil dovoljenje za bivanje v novi palači  Topkapı.

## Borba za vlaški prestol
Novembra 1447 je Janos Hunyadi napadel Vlaško zaradi njenega zavezništva z Osmanskim cesarstvom oziroma mirovne pogodbe, ki jo je podpisal Vlad II. Drakul, in njegovega hinavstva med pohodom na Varno leta 1444. Vlad II. je pred njim pobegnil, Raduja II. pa so ujeli bojarji iz Târgovișta, ga z žarečo greblico oslepili in nato živega pokopali. Kmalu zatem so Hunyadijevi vojaki  ujeli tudi Vlada II. in ga ubili. Turki so leta 1448 Vlada III. osvobodili in ga posadili na vlaški prestol, vendar  je vladal samo nekaj mesecev. 
Radu je pri 22 letih postal vodilna oseba na osmanskem dvoru. Mehmed ga je poslal v Anatolijo, da bi zatrl tamkajšnji upor, in nato na mejo s Perzijo. Postal je uspešen poveljnik janičarjev in sodeloval v bitki pri Otlukbeli proti Uzunu Hasanu.
Brat Vlad III. se je leta 1456 vrnil v Vlaško, prevzel prestol od Vladislava II. in začel svojo drugo vladavino, v kateri je tako zaslovel.  Tudi on  je bil sposoben vojaški poveljnik, ki se je zdaj vojskoval proti Osmanskemu cesarstvu. 
Leta 1462 je Vlaško napadla ogromna osmanska vojska, v kateri je janičarjem poveljeval Radu. Vlad se je umaknil v Transilvanijo in med umikom izvajal politiko požgane zemlje. Za seboj ni pustil ničesar, kar bi lahko uporabila osmanska vojska. Ko se je napadalska vojska približala Târgoviștu, je naletela na več kot 20.000 na kol nataknjenih Vladovih nasprotnikov. Prizor je bil preveč grozen celo za vsega vajene osmanske vojake, zato so se umaknili in se pregrupirali.
Vlad je maja 1462 proti osmanski vojski pod poveljstvom velikega vezirja Mahmud Paše uvedel gverilsko vojskovanje in umikajočo se vojsko zasledoval do Donave. 16. in 17. junija je ponovno porazil znatno osmansko vojsko v akciji, znani kot »nočni napad«. Turki so med napadom utrpeli velike človeške in logistične izgube.
Radu III. in njegovi janičarski bataljoni so bili sprva  zadolženi za odbijanje bratovih smrtonosnih napadov na umikajoče se spahije, potem pa je dobil nalogo, da osmansko vojsko povede do odločilne zmage. Z janičarji, dobro oskrbljenimi s smodnikom in denarjem, je začel pustošiti po vlaškem zaledju in kmalu osvojil večino podeželja. Brata Vlada III. je zasledoval do njegovega gradu severno od Curtea de Argeșa in ga nato pregnal iz Vlaške, kneževino pa vrnil pod osmansko oblast. Turki so izkoristili svoje dosežke in kljub ogrskim intervencijam in njihovem vplivu v regiji utrdili svoj  trgovski položaj na Donavi.
Vlada III. so bojarji  zaradi njegove ostre politike do njih  in za državo usodne borbe za oblast bojarji izdali. Pobegnil je na Ogrsko prosit za  pomoč svojega starega zaveznika Matijo Korvina, tam pa mu niso pomagali, ampak so ga  zaradi lažnih obtožb za izdajo aretirali.
Sultan je Raduja III. po njegovih zmagovitih pohodih imenoval za vlaškega pašo. Ob imenovanju je bil star 26 let. Janičarji pod njegovim  poveljstvom so kmalu zatem napadli Vladovo gorsko trdnjavo,  grad Poenari v dolini reke Argeș. Spahije so med njegovo vladavino dobili močna oporišča na jugu države. 
Leta 1473 je oblast v Vlaški  z osmansko privolitvijo prevzel   Basarab Laiotă Starejši. V letih od 1473 do 1475 se je Radu še nekajkrat za krajše obdobje vrnil na vlaški presto, po njegovi smrti pa je oblast v Vlaški ponovno prevzel brat Vlad III. Drakula.

## Zasebno življenje
Radu III.  Čedni je bil dobro izobražen vladar, ki je poskušal izboljšati položaj svojih podložnikov znotraj Osmanskega cesarstva.  Njegova spreobrnitev v islam še vedno ni dokazana in je zato sporna, pri čemer je treba upoštevati njegov položaj v Osmanskem cesarstvu in veliko število pisem, v katerih sam sebe imenuje »Kristusa ljubeč« in »pravoveren«.   Po pričevanju srbskega janičarja Konstantina Mihajlovića je bil Radu poveljnik janičarjev. Na pohodu proti svojemu bratu Vladu III. je bil na čelu 4.000 konjenikov. Sodeloval je tudi v operacijah, ki so se končale s padcem  Konstantinopla.
Poročen je bil s srbsko ali albansko princeso Marijo Despino. Njuna hčerka Marija  Vojčita je bila poročena s knezom Štefanom III. Moldavskim.